# チェスター・ワッツ
チェスター・ワッツ（Chester Burleigh Watts、1889年10月27日 - 1971年7月17日）はアメリカ合衆国の天文学者。
インディアナ州のウィンチェスターに生まれた。インディアナ大学で天文学を学んだ。1911年にアメリカ海軍天文台に入所し、またインディアナ大学に復学し1914年に卒業した。海軍天文台で6インチの子午環をもちいた観測に従事した。1934年に6インチの子午環の観測部門の長になり、その後25年間、観測を指導した。
1940年代に、1927年から撮影された、月の周縁部の写真から秤動ゾーンの月面図を作成し、発表した。1953年にインディアナ大学から名誉博士号を受け、1955年に全米科学アカデミーから天文学の功績にたいしてジェームズ・クレイグ・ワトソン・メダルが贈られた。小惑星(1798)ワッツ、月のクレータに命名されている。